# あしたのニュース
『あしたのニュース』は、フジテレビ系列（テレビ大分・テレビ宮崎両局を除く）で2015年（平成27年）3月30日から2016年（平成28年） 4月2日まで、（月曜日から金曜日）の最終版に生放送されていた報道・情報番組である。後続のスポーツニュース番組『すぽると!』とコンプレックス枠を形成されていた（ビデオリサーチの視聴率公表上の放送枠、EPG、ネット各局の公式ウェブサイトの番組表のみ。新聞では『あしたのニュース』と『すぽると!』はそれぞれ単独番組扱い）。

## 概要
1994年から21年間放送された『ニュースJAPAN』の後継番組で、出演者はそのままとしているがFNNの報道番組の改革の一環として、「すべてのニュースはあしたにつながる!! "これからの暮らし"を考えるニュース」をテーマとして、タイトルを改題し大幅リニューアルした。
また、『あしたのニュース』の開始により、ニュース系列の冠がつく平日最終版のニュース番組は一旦消滅した。
改編後の大まかな基本コンセプトとしては従来から放送されているその日一日のニュースを単にまとめて伝えるだけでなく、「あした」にこだわり、新聞やウェブサイトの「あしたの朝刊」で取り上げるような、特に注目しておきたい記事の中身をこの番組で深く掘り下げる「お得感」を演出し、更にそのニュースが「あしたからの生活にどのような意味を持つのか」という観点を通して詳しい分析・解説を加えるというものになっている。
番組テーマカラーやテロップには、   黄色と   紺色を使用、月曜 - 木曜放送分では1年振りに25分番組として編成していた。
また『ニュースJAPAN』に続き、番組タイトルの前に「LIVE」と西暦4桁が表記されることとなり、放送開始年である2015年度は『LIVE2015 あしたのニュース』（ライブにせんじゅうご あしたのニュース）となる他、20:54からの『こんやのニュース・あしたの天気』でも、大島由香里がこの番組のセットから当日取り上げる特集の予告編と、その時間までに入電している主要数項目を伝えていた。そのため、『こんやのニュース・あしたの天気』と夕方の『みんなのニュース』、この番組は姉妹番組の関係にあたる。ただし、当時『みんなのニュース』でメインキャスターで出演していた伊藤利尋は登場しなかった。また最終年は『LIVE2016 あしたのニュース』（ライブにせんじゅうろく あしたのニュース）になった。
なお、2015年4月から2016年1月までの平均視聴率は3.6%だった（日本テレビ『NEWS ZERO』は8.9%〈23:00 - 23:59に放送している月 - 木曜日のみ〉、TBS『NEWS23』は5.4%。いずれもビデオリサーチ調べ、関東地区・世帯）。
福井テレビでは『協力：中日新聞』と表示していた。

## 出演者
いずれもフジテレビアナウンサー（番組終了時点）。毎日（月曜日から日曜日）20:54 - 21:00に放送されるスポットニュース『こんやのニュース・あしたの天気』も兼任していた。
メインキャスター
- 大島由香里

サブキャスター
- 木村拓也（月曜 - 水曜）
- 奥寺健（木曜・金曜）

## 放送内容
一部のニュース取材VTRは『みんなのニュース』のVTRを二次使用していた（ナレーションやテロップなどは差し替えていた）。これは取材リポーターが『みんなのニュース』のフィールドキャスター（実質的に兼任）であるためそれがわかる。この方式は、前番組の『FNNスーパーニュース』と『ニュースJAPAN』のやり方と全く同じであった。
『ニュースJAPAN』同様、スポーツの話題やニュースは社会的に問題となった事件や大きなスポーツイベントは軽く触れるが、スポーツニュースは『すぽると!』に全て任せていた。
番組の時間構成は月 - 木曜は2013年度、金曜は2014年度の『ニュースJAPAN』の体裁に準じており、ローカルニュースは、前者は全国ニュースの提供読み明け、後者は全国ニュースが終わってすぐ（その後提供読み）（いずれもCMを挟む形で）に行われていた。なお、放送分が金曜のみ異なるのはFNN発足以降の最終版ニュースでは初となった。
なお、月曜から木曜は終わりの挨拶を行わず、主に大島が「このあとは『すぽると!』です」と言った直後に『すぽると!』のジャンクションが流れていた（一部地域のみ）。

### 主なコーナー
あしたのView
- 「このニュースであしたから私たちの暮らしはどうなるのか?」常にこの視点からニュースをひもといていく。

あしたのつかみ
- あしたの朝職場で学校で「あれ見た?」おはようの代わりの共通のあいさつとなるような「話題」をひと足早く紹介する。

## 放送日時
- 月曜 - 木曜 23:30 - 23:55
- 金曜 23:58 - 翌0:18
  - 双方とも直前にキリンビールの30秒カウキャッチャーが有るため、正式開始は30秒後から始まっていた。
  - 直前番組が拡大版などによってずれる事があった。ただし『ニュースJAPAN』同様、月 - 木に限り直前番組が予め30分ずれることが確定している時は、当番組は30分ずらさず、29分ずらして23:59（正式は23:59:30）から始まる事があった[注 3]。
  - 2015年12月25日 - 2016年1月5日までは年末年始特別編成のため、『みんなのニュース』（および『FNN みんなのニュース Weekend』）と共に休止。この間は双方とも、代替として『FNNニュース』が放送された（但し12月31日深夜については年越し特番『ジャニーズカウントダウンライブ』のため「FNNニュース」としても休止した）[6]。

## ネット局
| 放送対象地域   | 放送局                    | 系列           | 放送日時      | 放送日時       | ローカルニュース 差し替え |
| 放送対象地域   | 放送局                    | 系列           | 月 - 木曜     | 金曜           | ローカルニュース 差し替え |
| -------------- | ------------------------- | -------------- | ------------- | -------------- | ------------------------- |
| 関東広域圏     | フジテレビ（CX）          | フジテレビ系列 | 23:30 - 23:55 | 23:58 - 翌0:18 |                           |
| 北海道         | 北海道文化放送（uhb）     | フジテレビ系列 | 23:30 - 23:55 | 23:58 - 翌0:18 | ○                         |
| 岩手県         | 岩手めんこいテレビ（mit） | フジテレビ系列 | 23:30 - 23:55 | 23:58 - 翌0:18 | ×                         |
| 宮城県         | 仙台放送（OX）            | フジテレビ系列 | 23:30 - 23:55 | 23:58 - 翌0:18 | ×                         |
| 秋田県         | 秋田テレビ（AKT）         | フジテレビ系列 | 23:30 - 23:55 | 23:58 - 翌0:18 | ×                         |
| 山形県         | さくらんぼテレビ（SAY）   | フジテレビ系列 | 23:30 - 23:55 | 23:58 - 翌0:18 | ×                         |
| 福島県         | 福島テレビ（FTV）         | フジテレビ系列 | 23:30 - 23:55 | 23:58 - 翌0:18 | ×                         |
| 新潟県         | 新潟総合テレビ（NST）     | フジテレビ系列 | 23:30 - 23:55 | 23:58 - 翌0:18 | ×                         |
| 長野県         | 長野放送（NBS）           | フジテレビ系列 | 23:30 - 23:55 | 23:58 - 翌0:18 | ×                         |
| 静岡県         | テレビ静岡（SUT）         | フジテレビ系列 | 23:30 - 23:55 | 23:58 - 翌0:18 | ○                         |
| 富山県         | 富山テレビ（BBT）         | フジテレビ系列 | 23:30 - 23:55 | 23:58 - 翌0:18 | ×                         |
| 石川県         | 石川テレビ（ITC）         | フジテレビ系列 | 23:30 - 23:55 | 23:58 - 翌0:18 | ×                         |
| 福井県         | 福井テレビ（FTB）         | フジテレビ系列 | 23:30 - 23:55 | 23:58 - 翌0:18 | ×                         |
| 中京広域圏     | 東海テレビ（THK）         | フジテレビ系列 | 23:30 - 23:55 | 23:58 - 翌0:18 | ○                         |
| 近畿広域圏     | 関西テレビ（KTV）         | フジテレビ系列 | 23:30 - 23:55 | 23:58 - 翌0:18 | ○                         |
| 島根県・鳥取県 | 山陰中央テレビ（TSK）     | フジテレビ系列 | 23:30 - 23:55 | 23:58 - 翌0:18 | ×                         |
| 岡山県・香川県 | 岡山放送（OHK）           | フジテレビ系列 | 23:30 - 23:55 | 23:58 - 翌0:18 | ×                         |
| 広島県         | テレビ新広島（tss）       | フジテレビ系列 | 23:30 - 23:55 | 23:58 - 翌0:18 | ○                         |
| 愛媛県         | テレビ愛媛（EBC）         | フジテレビ系列 | 23:30 - 23:55 | 23:58 - 翌0:18 | ○                         |
| 高知県         | 高知さんさんテレビ（KSS） | フジテレビ系列 | 23:30 - 23:55 | 23:58 - 翌0:18 | ×                         |
| 福岡県         | テレビ西日本（TNC）       | フジテレビ系列 | 23:30 - 23:55 | 23:58 - 翌0:18 | ○                         |
| 佐賀県         | サガテレビ（sts）         | フジテレビ系列 | 23:30 - 23:55 | 23:58 - 翌0:18 | ×                         |
| 長崎県         | テレビ長崎（KTN）         | フジテレビ系列 | 23:30 - 23:55 | 23:58 - 翌0:18 | ×                         |
| 熊本県         | テレビ熊本（TKU）         | フジテレビ系列 | 23:30 - 23:55 | 23:58 - 翌0:18 | ×                         |
| 鹿児島県       | 鹿児島テレビ（KTS）       | フジテレビ系列 | 23:30 - 23:55 | 23:58 - 翌0:18 | ○                         |
| 沖縄県         | 沖縄テレビ（OTV）         | フジテレビ系列 | 23:30 - 23:55 | 23:58 - 翌0:18 | ×                         |

## スピンオフ
- 2015年4月1日よりNOTTVなどに提供を開始した「ホウドウキョク24」というニュース専門コンテンツチャンネルにおいて、スピンオフ番組『あしたのコンパス』を配信する。[7]
- 当番組は、平日19時から21時の2時間配信しており、速水健朗、津田大介、古市憲寿、三浦瑠麗、佐々木俊尚の5名が日替わりで司会を務め、最新のニュースやインターネットで話題になっている事柄について、毎日数本取り上げて有識者と討論するものである。